# Matt Heafy

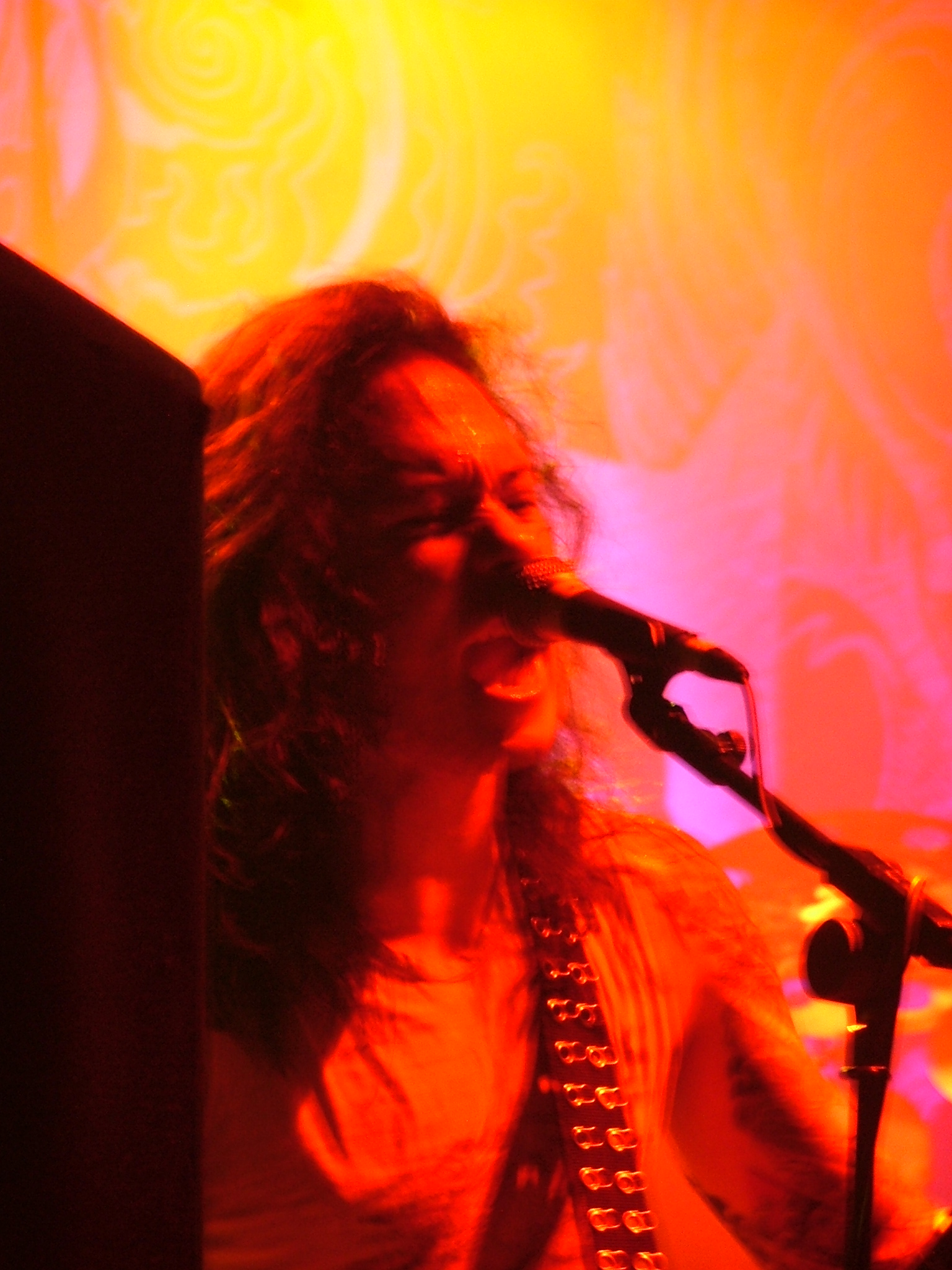
Matt Heafy

Matthew Kiichi Heafy (Iwakuni (Japan), 26 januari 1986) is een Japans-Amerikaanse metalartiest. Heafy is vooral bekend als zanger en gitarist van de metalband Trivium. Hij is geboren in Japan en op latere leeftijd verhuisd naar Orlando (Florida).

## Discografie

### Met Trivium
- Demo (2003)
- Ember to Inferno (2003)
- Ascendancy (2005)
- Ascendany Special Edition (2006)
- The Crusade (2006)
- Shogun (2008)
- In Waves (2011)
- Vengeance Falls (2013)
- Silence In The Snow (2015)
- The Sin And The Sentence (2017)
- What the Death men Say (2020)
- In the Court of the Dragon (2021)

### Met Capharnaum
- Fractured (2005)

### Met Ibaraki
- Rashomon (2022)

### Overig
- Roadrunner United (2005)
- Master Of Puppets: Remastered (2006)

- Gemeinsame Normdatei: 135401496
- International Standard Name Identifier: 0000 0000 5774 9646
- MusicBrainz: 6aef178d-db24-4f6b-b0b7-e8e4d3a78d5a
- Nationale Bibliotheek van Tsjechië: xx0187562
- Virtual International Authority File: 80160586
- WorldCat: E39PBJgXcCD9fGTcCw9W6kb68C